# Емельян Пиляй
«Емельян Пиляй» — рассказ Максима Горького, написанный в 1893 году, впервые опубликованный в газете «Русские ведомости». Рассказ был передан на публикацию без ведома самого автора его другом Н. З. Васильевым. Произведение стало первой публикацией Горького в столичной печати. 
Рассказ вошел во французский сборник «Dans la steppe», изданный в 1902 году, составленный и переведенный М.С. Перским.

## Сюжет
В данном рассказе Максим Горький знакомит нас с товарищем Емельяном, 47 лет от роду. Действие рассказа начинается на берегу Чёрного моря близ Одессы, откуда и идут наши герои, не найдя работы. Очевидно их бедственное положение. Оба они трудились урывками на тяжелых малооплачиваемых работах: с углём и на соледобыче.
Емельяна не устраивают и гневят все власть имущие: правительство, купцы, да и вообще все, кто живёт чуть лучше него. Хотя автор сообщает, что Емельян такой злой ко всему сущему бывает только, когда голодный.
Наши герои направляются к Очакову на соледобычу, и Емельян рассуждает, что бы он сделал, если бы море выбросило к его ногам 1000 рублей. Как он отстроил бы кабак и сами господа к нему опохмеляться в долг приходили. Но море денег не подкинуло, и Емеля начал рассуждать дальше: «Ежели бы нам навстречу теперь попался человек с большими деньгами — укокошил бы его?» Автор, конечно же, отказывается от такого, но Емельян не унимается, приводя аргумент, что ежели барину «для сохранности своей» нужно было кого-нибудь убить, то он бы это сделал.
Далее наши герои встречают в степи двух работяг, у которых просят табаку. Вот здесь наш герой Емельян практически бросается в драку. А причина — насмешка. Очень горд наш герой! И всё же два друга щедро делятся с нашими героями не только табаком, но и едой: хлебом с салом. И вот после трапезы Емельян продолжил рассуждать, что всё-таки «клюнуть денежного человека по башке — приятно», особенно если обставить всё так, чтоб с рук сошло.
Наш герой погружает нас в историю давно минувших дней, когда он уже был готов ради обогащения убить купца. Но случай отвёл его от данного греха: молодая девушка, горе которой заставило её заливаться горькими слезами. Девушка эта пришла утопиться из-за того, что её оставил любимый человек. Наш герой до того от сердца с девицей поговорил, что та передумала и даже поцеловала его в лоб. И так тепло об этом Емельян вспоминает: «лучше этого у меня в жизни-то за все сорок семь лет ничего не было». Вот так вместо убийства наш герой спас жизнь.

## Критика
А.А.Волков пишет о Горьком следующее: "Рассказом «Емельян Пиляй» Горький начинает знакомить читателя с миром людей, отверженных буржуазным обществом. Подобные рассказы дали повод буржуазной критике назвать Горького певцом босячества. Этим определением критики, в большей или меньшей мере страдавшие социальной глухотой и слепотой, пытались принизить социальное значение горьковского разоблачительства. Они видели опасность произведений Горького для буржуазии, но не понимали их глубокого смысла."
Наша современница Т.Г.Максимова в своей статье рассматривает образ степи и моря, который передаёт характер и мысли Емельяна. "Образ степи передан словами рассказчика, характеризующего внутреннее спокойствие Емельяна. Когда Емельян начинает свой раззказ о неудавшемся преступлении: "Волны бились о берег, море — тут розоватое, там — темно-синее — было дивно красиво и мощно». Когда история была окончена, наступила тишина и умиротворение: «Он замолчал и растянулся на земле, закинув руки под голову и глядя на небо — бархатное и звездное. И кругом все молчало. Шум прибоя стал еще мягче, тише, он долетал до нас слабым, сонным вздохом». Пейзажные зарисовки, играющие важную роль в структуре повествования, способствуют раскрытию психоэмоционального состояния героев, проявляющегося в их восприятии образа степи".